# Estrecho de Kerch
El estrecho de Kerch (en ruso: Керченский пролив; en ucraniano: Керченська протока; en tártaro de Crimea: Keriç boğazı) es un estrecho marino que conecta el mar Negro con el mar de Azov, separando las penínsulas de Kerch en Crimea, Rusia, al oeste, y la de Tamán en Rusia, al este. El estrecho tiene una anchura entre 4.5 y 15 km y 18 metros de profundidad. La ciudad más importante es Kerch.

## Historia
En la antigüedad fue conocido como Bósforo Cimerio. En 1790 tuvo lugar en este estrecho la conocida como batalla del Estrecho de Kerch entre las armadas rusa y otomana, concluyendo con una poco contundente victoria de la primera.
Recientemente el incidente del estrecho de Kerch de 2018 llevó este lugar a la atención internacional: cuando en noviembre de 2018 tres buques de la armada ucraniana intentaron pasar por debajo del puente, fuerzas rusas bloquearon el estrecho con un buque de contenedores. Al dar la vuelta, la guardia costera rusa disparó sobre los barcos ucranianos, cuyas tripulaciones fueron apresadas.

## Infraestructura
Los dos extremos del estrecho se hallaban unidos solo por transbordadores para pasajeros, automóviles y trenes entre los puertos Puerto Krym, en Crimea y Port Kavkaz, en Rusia continental. El 3 de marzo de 2014, en el contexto de la crisis de Crimea, el primer ministro de Rusia, Dmitri Medvédev, anunció la construcción de un puente sobre el estrecho que permitiría agilizar la conexión entre Crimea y Rusia. Tras la anexión de Crimea por Rusia, Vladímir Putin planteó al Ministerio de Transporte ruso la tarea de diseñar y construir el puente de Crimea «en dos formas», una ferroviaria y otra para el transporte automotor. El ministro de Transporte mencionó que se tenía previsto realizar un túnel subacuático que cruce el estrecho.
Tras 27 meses de construcción, el 15 de mayo de 2018, Vladímir Putin inauguró el puente que pasa sobre el estrecho.